# Regulator kiselosti
Regulatori kiselosti (agensi za pH kontrolu) prehrambeni aditivi se dodaju da bi se promenila ili održala pH vrednost (kiselost ili baznost). Oni mogu da budu organske ili mineralne kiseline, baze, neutralizacioni agensi, ili puferski agensi. 
Regulatori kiselosti se identifikuju putem E brojeva, kao što je E260 (sirćetna kiselina), ili se jednostavno nazivaju "prehrambeni aditivima". Neki od često korištenih regulatora kiselosti su limunska, sirćetna i mlečna kiselina.

## Literatura
- Albert A., Serjeant, E.P. (1971). The Determination of Ionization Constants: A Laboratory Manual. Chapman & Hall.  0-412-10300-1. (Previous edition published as Ionization constants of acids and bases. London (UK): Methuen. 1962.)
- Atkins P.W., Jones, L. (2008). Chemical Principles: The Quest for Insight (4th изд.). W.H. Freeman.  1-4292-0965-8.
- Housecroft, C. E.; Sharpe, A. G. (2008). Inorganic Chemistry (3. изд.). Prentice Hall. ISBN 978-0-13-175553-6. (Non-aqueous solvents)
- Hulanicki A. (1987). Reactions of Acids and Bases in Analytical Chemistry. Horwood.  0-85312-330-6. (translation editor: Mary R. Masson)
- Perrin D.D., Dempsey, B., Serjeant, E.P. (1981). pKa Prediction for Organic Acids and Bases. Chapman & Hall.  0-412-22190-X.

## Spoljašnje veze
- E-brojevi
- Kontrola kvaliteta